# User Flow
User Flow (deutsch: Benutzerfluss) ist ein Begriff aus der Mensch-Computer-Interaktion und dem User Experience Design. Er beschreibt die Schritte, die ein Nutzer in einer digitalen Anwendung – etwa einer Website oder App – nacheinander durchläuft, um ein bestimmtes Ziel zu erreichen.
Solche Ziele können zum Beispiel ein Kaufabschluss, eine Registrierung oder das Ausfüllen eines Formulars sein. User Flows helfen dabei, Abläufe zu analysieren und die Nutzung digitaler Produkte zu verbessern.

## Definition
Ein User Flow beschreibt die einzelnen Interaktionen und Entscheidungspunkte eines Nutzers auf dem Weg zu einem definierten Endpunkt, beispielsweise einem Kaufabschluss, einer Registrierung oder dem Absenden eines Formulars. Die Darstellung erfolgt meist in Form von Flussdiagrammen, die Aktionen und Alternativpfade visualisieren.

## Bedeutung
User Flows dienen der Analyse und Optimierung digitaler Produkte. Sie helfen dabei, die Nutzerführung zu verbessern, potenzielle Hindernisse zu identifizieren und die Wahrscheinlichkeit zu erhöhen, dass Nutzer gewünschte Aktionen erfolgreich abschließen. User Flows werden häufig im Rahmen der Informationsarchitektur und des User Experience Designs eingesetzt, um die Navigation und Bedienbarkeit von Anwendungen zu optimieren.

## Abgrenzung
Der Begriff User Flow wird häufig mit der User Journey verwechselt. Während der User Flow die konkreten Interaktionsschritte innerhalb eines digitalen Produkts beschreibt, umfasst die User Journey das gesamte Nutzererlebnis, einschließlich aller Kontaktpunkte vor, während und nach der Nutzung eines Produkts.

## Erstellung und Visualisierung
User Flows werden in der Regel als Flussdiagramme mit Symbolen für Aktionen und Entscheidungen dargestellt. Sie können mit verschiedenen Software-Tools (z. B. Figma, Lucidchart, Miro) oder auf Papier erstellt werden. Die Visualisierung unterstützt Teams dabei, komplexe Abläufe übersichtlich darzustellen und Optimierungspotenziale zu erkennen.

## Beispiele
Typische Anwendungsbeispiele für User Flows sind:
- Der Ablauf von der Produktsuche bis zum Kaufabschluss in einem Online-Shop,
- die Schritte beim Anmeldeprozess für einen Online-Dienst,
- die Navigation durch ein mehrstufiges Kontaktformular.